# Kremenchuk (huyện)
Huyện Kremenchuk (tiếng Ukraina: Кременчуцький район, chuyển tự: Kremenchuks’kyi raion) là một huyện của tỉnh Poltava thuộc Ukraina. Huyện Kremenchuk có diện tích 1023 km², dân số theo điều tra dân số ngày 1.02.2016 là 39 559  người với mật độ 39.8  người/km2. Trung tâm huyện nằm ở Kremenchuk.